# Der Rosengarten
Der Rosengarten (Originaltitel: The Rose Garden) ist ein deutsch-österreichisch-amerikanischer Spielfilm von Oscar-Preisträger Fons Rademakers aus dem Jahr 1989. Das Drehbuch wurde von Paul Hengge und Artur Brauner (alias Art Bernd) verfasst, basierend auf der Vorlage des Journalisten Günther Schwarberg zur Gedenkstätte Bullenhuser Damm. Produziert wurde der Film von Artur Brauners CCC und der Cannon Group (Menahem Golan+Yoram Globus).

## Handlung
Auf dem Frankfurter Flughafen greift ein älterer Mann einen anderen an. Der eine kommt ins Krankenhaus, der andere in U-Haft. Der Angreifer spricht kein Wort und hat keine Papiere bei sich. Nur eine Unterarmtätowierung verweist auf eine KZ-Vergangenheit. Pflichtanwältin Gabriele Freund setzt alle Hebel in Bewegung, um die Identität ihres Mandanten zu ermitteln. Nur wenn sie sein Motiv kennt, wird sie auch in der Lage sein, ihn zu verteidigen. Schließlich kommt alles ans Licht: der Mann heißt Aaron Reichenbach und sein Opfer ist der ehemalige Kommandant des KZ Neuengamme in Hamburg Arnold Krenn. Mit seiner Attacke wollte Aaron die Ausreise Krenns nach Südamerika verhindern und den Mann und seine Geschichte vor Gericht bringen. Denn Arnold Krenn hatte 1945 zwanzig Kinder, die im KZ Neuengamme zu medizinischen Versuchen herhalten mussten, kurz vor dem Einmarsch der britischen Armee ermorden lassen. Dafür hatte er nur kurz gesessen und im Übrigen später eine Haftentschädigung erhalten. Aaron Reichenbach hat seine beiden Schwestern verloren, die er unter den Naziopfern von Neuengamme vermutet. Von Krenn will er das Schicksal seiner Schwestern Rachel und Ruth erfahren.
Doch der alte SS-Mann Krenn hat noch immer starke Verbündete in Deutschland: in der noch immer von alten Nazi-Schergen durchsetzten Justiz und Industrie und auch unter den jungen Rechtsradikalen, die hirnlos das Dritte Reich glorifizieren. Gabrieles Kampf um Wahrheit und – wenigstens ein bisschen – Gerechtigkeit fordert alles von ihr ab. Selbst von nahestehenden Personen sieht sie sich im Stich gelassen, und Bedrohungen treffen nicht nur sie, sondern auch ihre kleine Tochter. Am Ende kommt es zum Showdown vor Gericht und zu einer  Überraschung auch für Aaron Reichenbach.

## Kritik
„Ein gutgemeinter, aber in vielen Belangen mißratener Film, der sein tragisches Thema nicht bewältigt; in Inszenierung, Personenzeichnung und Darstellung voller Schwächen.“

## Nominierungen
Darstellerin Liv Ullmann war 1990 für ihre Rolle für den Golden Globe Award nominiert. Hinzu kamen zwei Nominierungen für den Deutschen Filmpreis in den Kategorien Bester Spielfilm und Beste weibliche Hauptrolle (Ullmann).